# Maria vom Guten Rat (Beilenberg)

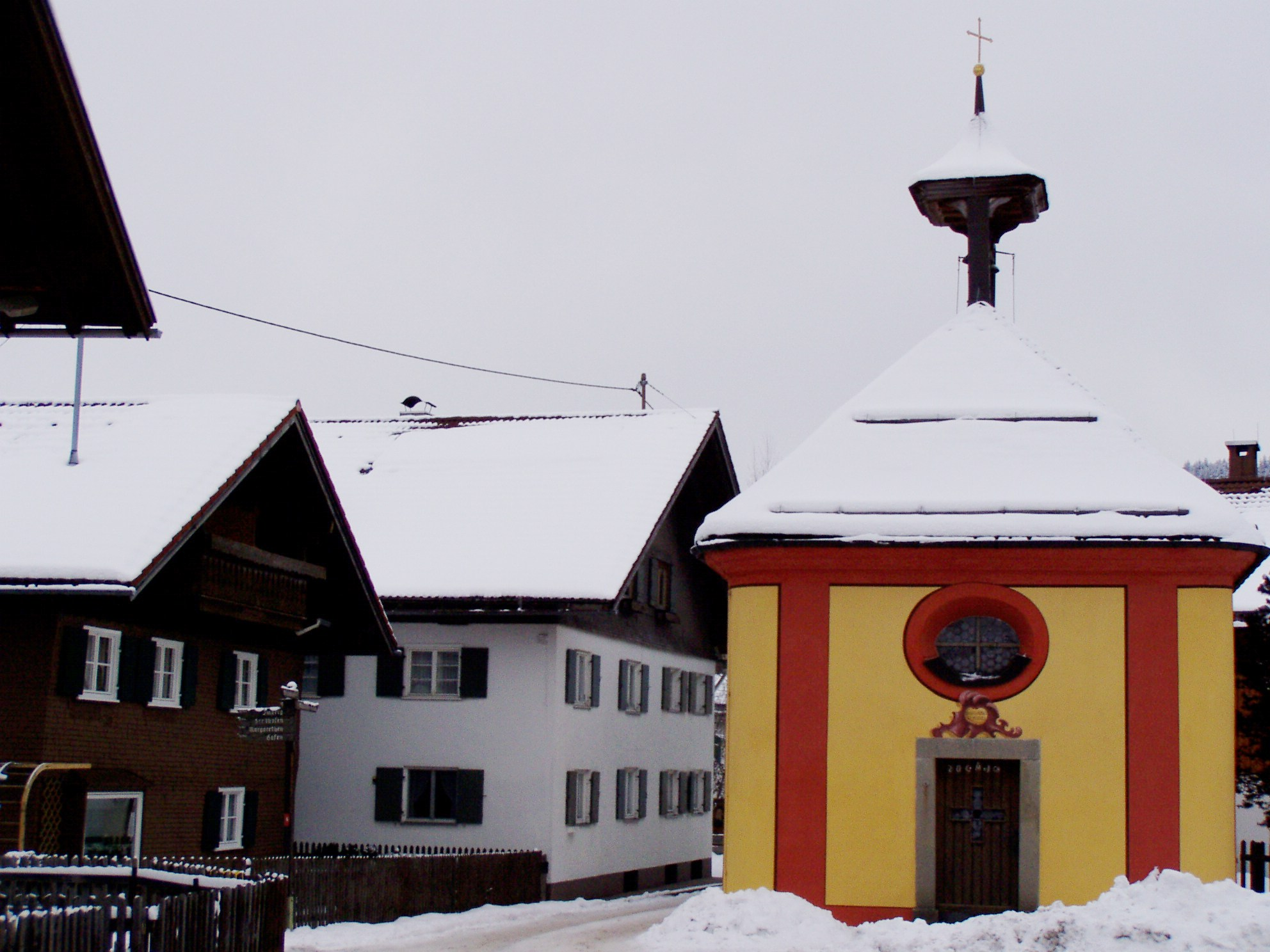
Maria vom Guten Rat in Beilenberg

Die römisch-katholische Kapelle Maria vom Guten Rat steht in Beilenberg, einem Dorf der Kreisstadt Sonthofen im schwäbischen Landkreis Oberallgäu in Bayern. Das Bauwerk ist in der Liste der Baudenkmäler in Sonthofen als Baudenkmal unter der Nr. D-7-80-139-30 eingetragen.

## Beschreibung
Die Kapelle wurde 1779 von einem einheimischen Baumeister errichtet. Sie besteht aus einem Langhaus mit abgerundeten Ecken im Westen und dreiseitig geschlossenen Chor im Osten. Aus dem Dach erhebt sich ein offener Dachreiter. Das Portal befindet sich an der Westseite. 
Der Innenraum des Langhauses wurde in der Tradition von Johann Jakob Herkomer gestaltet. Die Deckenmalereien von 1779 stammen von Franz Anton Weiß. Im Langhaus ist das Gnadenbild der Mutter vom guten Rat von Genazzano dargestellt.